# École néoplatonicienne d'Athènes
L'École néoplatonicienne d'Athènes est un courant à l'intérieur du vaste mouvement du néoplatonisme, allant du milieu du IVe s. au milieu du VIe s., qui réussit à « se greffer sur l'antique Académie de Platon » (Pierre Hadot), pourtant disparue sous Sylla en 86 av. J.-C. : on disait Proclos et Damascios « diadoques », c'est-à-dire successeurs (de Platon).

## Historique
La nouvelle école fut fondée par Plutarque d'Athènes vers 400 dans une maison construite pour l'enseignement. L'école atteint son apogée de 438 à 485 avec l'enseignement de Proclos. D'autres philosophes y enseignèrent également comme Syrianos, Marinos de Néapolis, Isidore de Gaza et enfin Damascios qui fut le dernier scholarque. Le christianisme était devenu à cette époque la religion d'État de l'empire romain et la plupart des philosophes grecs ne reconnaissant pas cette religion, cela conduisit à la fermeture de l'école en 529.
Les scolarques (recteurs) ou diadoques (successeurs) furent :
1. Plutarque d'Athènes, premier scolarque vers 400 ; il était le disciple de Nestorios le Hiérophante ; il fut le maître de Hiéroclès d'Alexandrie (lequel fonda l'école néoplatonicienne d'Alexandrie vers 430), de Syrianos, de Proclos ;
2. Syrianos, deuxième scolarque en 432, maître d'Hermias d'Alexandrie et de Proclos ;
3. Proclos, troisième scolarque en 438, condisciple de Hiéroclès d'Alexandrie, maître d'Ammonios, fils d'Hermias ;
4. Marinos de Néapolis en 485, successeur et biographe de Proclos, mathématicien ;
5. Hégias ;
6. Isidore de Gaza vers 490 ; Damascios écrivit sa biographie[1] ;
7. Zénodote ;
8. Damascios le Diadoque en 520[2], « dernier scholarque » de l'Académie de Platon autant que de l'école néoplatonicienne d'Athènes ;
9. Simplicios de Cilicie, « dernier représentant », qui, après l'expulsion par Justinien Ier en 529, revint à Athènes en 533.

### La fermeture de l'école néoplatonicienne d'Athènes (529)
L'empereur byzantin Justinien (483-565) lança des édits de proscription contre les païens, les juifs, les ariens, et de nombreuses sectes. Tous étaient exclus du service militaire, des postes publics et de l’enseignement. C'est dans ce cadre qu'une ordonnance prise en 529 et envoyée à Athènes, interdit d'« enseigner la philosophie », d'« expliquer les lois » et de « jouer aux dés ». L'Empire romain interdit d’abord l’enseignement de la philosophie hellénique, fit fermer les écoles d'Athènes, dernier asile des lettres et de la philosophie, et finit par en confisquer tous les biens. On estime généralement qu'aucune activité philosophique n’a pu reprendre à Athènes après les mesures d’interdiction de 529.
La vigueur renaissante de l’école néoplatonicienne sous l’impulsion de Damascios le Diadoque pourrait être une cause des mesures prises par Justinien contre les philosophes, lesquels incarnaient une vive résistance contre le christianisme. En effet, Damascios accomplit une véritable réorganisation de l’École néoplatonicienne, tombée en décadence après la mort de Proclos (485), sous l'effet de facteurs aussi bien internes qu’externes (triomphe du christianisme). Damascios était perçu comme un « homme épris de recherche au plus haut point, qui a introduit en philosophie bien des travaux épuisants » (cf. Simplicios). Damascios a consacré sa vie à l’étude des textes de Platon et d’Aristote. L’amour du labeur de la pensée était pour lui, comme pour ses maîtres à penser un trait naturel du philosophe authentique.

### L'exil de Damascios et des philosophes (529-532)
Sept philosophes furent alors contraints de chercher asile chez Khosro Ier (Chosroès chez les Grecs), roi des Sassanides. Avec Damascios le Diadoque, s’exilèrent Simplicios de Cilicie, Eulamios de Phrygie, Priscien de Lydie, Hermias de Phénicie, Diogène de Phénicie et Isidore de Gaza. En 529, ils s’installèrent à Harrân (Mésopotamie), qui servira de relais vers la culture islamique. L’attrait du régime perse, par opposition au régime chrétien romain, a pu intervenir dans le choix du lieu d’exil des philosophes.

« Damascius le Syrien, Simplicius le Cilicien, Eulamius le Phrygien, Priscianus le Lydien, Hermias et Diogène tous deux de Phénicie, Isidore de Gaza, tous ceux-là donc, la fleur la plus noble, pour parler en poète, des philosophes de notre temps, n’étant pas satisfaits de l’opinion dominante chez les Romains concernant le divin, pensèrent que le régime politique des Perses était bien meilleur. »

— (Agathias, Histoires, Guerres et malheurs du temps sous Justinien [560], trad., Les Belles Lettres).
Les philosophes retournèrent, malgré les instances de Chosroès, dans l’empire byzantin à la faveur de la signature de la paix signée en 532.

## Autres écoles néoplatoniciennes
Il faut distinguer cette école de l'école néoplatonicienne d'Alexandrie, qui eut aussi une grande importance, avec Hypatie (vers 390), Synésios de Cyrène (élève d'Hypatie avant 395, évêque en 410), Hiéroclès d'Alexandrie, Hermias d'Alexandrie (vers 435 à Athènes), Ammonios, fils d'Hermias (vers 475, maître de Jean Philopon), Jean Philopon (517), les Prolégomènes à la philosophie de Platon (début du VIe s.), ),Olympiodore le Jeune (vers 550), Étienne d'Alexandrie (Stéphanos d'Alexandrie, vers 620).
On ne doit pas confondre l'école néoplatonicienne d'Athènes avec l'Académie de Platon, à Athènes aussi, fondée par Platon en 388 av. J.-C. et fermée sous Sylla en 86 av. J.-C.

## Traits philosophiques
Selon H.-D. Saffrey, « le programme d'études dans l'école néoplatonicienne d'Athènes était organisé de la façon suivante : pendant deux ans on lisait tout Aristote, ensuite on étudiait les dialogues de Platon, enfin on montrait l'accord entre la théologie platonicienne et les écrits orphiques ou les Oracles chaldaïques, qui étaient considérés une écriture sainte. Pendant le Ve siècle, ce fut l'école d'Athènes qui domina tous les autres centres intellectuels, en particulier Alexandrie. Les professeurs qui animaient le Musée d'Alexandrie furent pour la plupart formés à Athènes. Hiéroclès fut le disciple de Plutarque [d'Athènes], Hermias l'élève de Syrianus, et le célèbre Ammonios, fils d'Hermias suivit l'enseignement de Proclus, qui, par son intermédiaire, exerça une énorme influence sur l'école d'Alexandrie ».
Parmi les traits caractéristiques, on peut retenir ceux-ci. 1) L'école néoplatonicienne d'Athènes, dès Syrianos, veut accorder entre elles les traditions théologiques (orphisme, pythagorisme, platonisme, Oracles chaldaïques). Proclos énonce le principe : « accorder entre elles les traditions théologiques » (Théologie platonicienne, I, 5). H. D. Saffrey a écrit un article sur ce sujet en 1992 (repris dans Le néoplatonisme après Plotin, p. 143-158). 2) Il s'efforce d'observer le plus religieusement possible les rites traditionnels, parce qu'ils répondraient à la volonté explicite des dieux (Plotin et Porphyre, au contraire, considèrent la pratique religieuse comme indigne du sage, parce qu'il est capable d'atteindre Dieu directement par l'élévation spirituelle de sa pensée).
Pour Ilsetraut Hadot, « il n'y a pas d'école néoplatonicienne d'Alexandrie dont les tendances doctrinales différeraient des tendances propres à l'école d'Athènes » (Le problème du néoplatonisme alexandrin. Hiéroclès et Simplicius, 1978).

### Sources
- Marinus, Proclus, ou sur le bonheur (486), trad. H. D. Saffrey et A.-Ph. Segonds, Les Belles Lettres, coll. "Universités de France", 2001.
- Damascius, Vie d'Isidore [de Gaza] (495), fragments in Photius, Bibliothèque, Cod. 242. Trad. : La vie d'Isidore ou Histoire de la philosophie, traduit par Anthelme-Édouard Chaignet, in Commentaire sur le Parménide. Proclus le Philosophe. Suivi d'une traduction de La Vie d'Isidore ou Histoire de la philosophie de Damascius, Paris : E. Leroux. 3 vol. : 1900-1903, x-340, 407, xv-374 p. (Réimpr. : Francfort-sur-le-Main : Minerva Journals, 1962, 2007, t. III, p. 241-371), édition plus récente: Damascius, The Philosophical History, text with translation and notes by Polymnia Athanassiadi, Apamea Cultural Association, Athens, 1999.
- Commentaria in Aristotelem Graeca (CAG), Berlin, éd. Reimer, 1882-1909, 23 t. : édition en grec des grands commentateurs. Trad. en an. sous la direction de Richard Sorabji, Kings's College, Duckworth and Cornell University Press, Londres, 1987 ss., 80 t. en 2008.
- Proclos, Hymnes, in: Marc Lebiez,  Éloge d'un philosophe resté païen (Proclos (412-485), Paris, L'Harmattan, 1998, p. 63-76, avec les Commentaires de Marinos, p. 77-167.
- Oracles chaldaïques, texte établi et traduit par Edouard Des Places, S. J., Paris, Les Belles Lettres, 2010.

### Études
- Polymnia Athanassiadi, La lutte pour l'orthodoxie dans le platonisme tardif - de Numénius à Damascius, Paris, Les Belles Lettres, 2006.
- Martin Achard - Wayne Hankey - Jean-Marc Narbonne (Editeurs), Perspectives sur le néoplatonisme, Les Presses de l'Université Laval, Laval, 2009.
- A. Cameron, "La fin de l'Académie", in Le néoplatonisme, Éditions du CNRS, 1971, p. 281-290.
- Marc Lebiez, Éloge d'un philosophe resté païen. Proclos (418-485), Paris, L'Harmattan, 1998.
- Henri-Dominique Saffrey, Recherches sur le néoplatonisme après Plotin, Paris, Vrin, 1990.
- Henri-Dominique Saffrey, "Accorder entre elles les traditions théologiques: une caractéristique du néoplatonisme athénien", On Proclus & his Influence in Medieval Philosophy, (Philosophia Antiqua, vol. LIII), Leiden, E. J. Brill, 1992, p. 35-50.